# 레드 랍스터

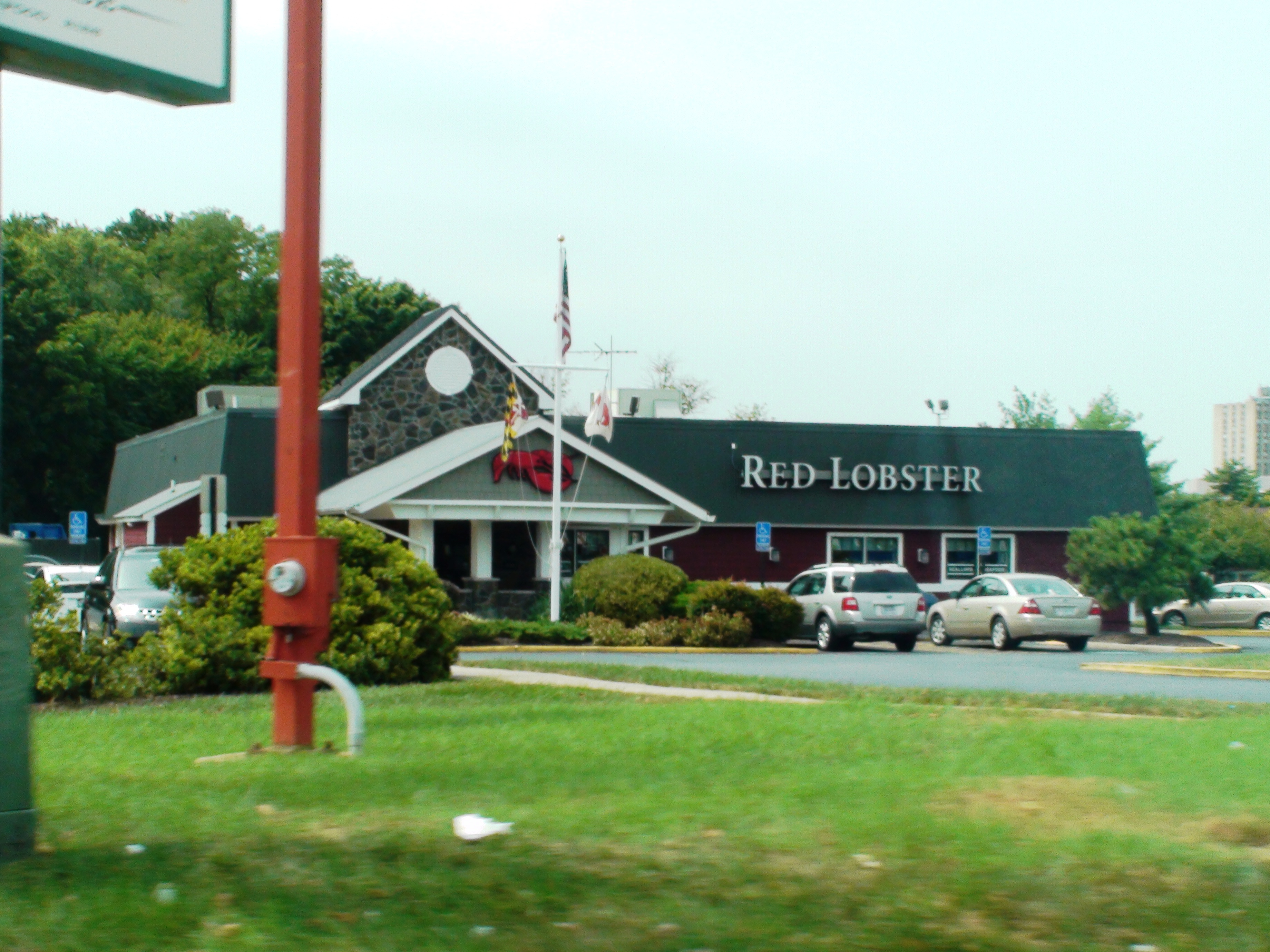
메릴랜드주에 있는 레드 랍스터

레드 랍스터(Red Lobster)는 미국 플로리다주 올랜도에 본사를 둔 캐주얼풍 레스토랑 브랜드이며, 1968년 레이클랜드에서 설립되었다. 이 레스토랑은 바닷가재 및 여러 해산물 요리를 팔고 있으며, 현재 미국을 포함한 총 5개국에 700여개의 매장을 운영하고 있다.